# 20. ceremonia wręczenia Złotych Globów
20. ceremonia wręczenia Złotych Globów odbyła się 5 marca 1963 roku.

## Laureaci i nominowani
Laureaci nagród wyróżnieni są wytłuszczeniem

### Produkcje filmowe

#### Najlepszy film dramatyczny
- Lawrence z Arabii
- Raport Chapmana
- Dni wina i róż
- Doktor Freud
- Przygody młodego człowieka
- The Inspector
- Najdłuższy dzień
- Cudotwórczyni
- Bunt na Bounty
- Zabić drozda

#### Najlepszy film komediowy lub musical
Komedia: That Touch of Mink
- The Best of Enemies
- Boys' Night Out
- If a Man Answers
- Period of Adjustment

Musical: Muzyk
- Billy Rose's Jumbo
- Girls! Girls! Girls!
- Cyganka
- Wspaniały świat braci Grimm

#### Najlepszy aktor w filmie dramatycznym
- Gregory Peck - Zabić drozda
- Bobby Darin – Pressure Point
- Laurence Harvey - Wspaniały świat braci Grimm
- Jackie Gleason - Gigot
- Burt Lancaster - Ptasznik z Alcatraz
- Jack Lemmon - Dni wina i róż
- James Mason - Lolita
- Paul Newman - Sweet Bird of Youth
- Peter O’Toole - Lawrence z Arabii
- Anthony Quinn - Lawrence z Arabii

#### Najlepszy aktor w filmie komediowym lub musicalu
- Marcello Mastroianni - Rozwód po włosku
- Stephen Boyd - Billy Rose's Jumbo
- Jimmy Durante - Billy Rose's Jumbo
- Cary Grant - That Touch of Mink
- Charlton Heston - The Pigeon That Took Rome
- Karl Malden - Cyganka
- Robert Preston - Muzyk
- Alberto Sordi - The Best of Enemies
- James Stewart - Mr. Hobbs Takes a Vacation

#### Najlepsza aktorka w filmie dramatycznym
- Geraldine Page - Sweet Bird of Youth
- Anne Bancrof - Cudotwórczyni
- Bette Davis - Co się zdarzyło Baby Jane?
- Katharine Hepburn - Long Day's Journey into Night
- Glynis Johns - Raport Chapmana
- Melina Mercouri - Phaedra
- Lee Remick - Dni wina i róż
- Susan Strasberg - Przygody młodego człowieka
- Shelley Winters - Lolita
- Susannah York - Doktor Freud

#### Najlepsza aktorka w filmie komediowym lub musicalu
- Rosalind Russell - Cyganka
- Doris Day - Billy Rose's Jumbo
- Jane Fonda - Period of Adjustment
- Shirley Jones - The Music Man
- Natalie Wood - Cyganka

#### Najlepszy drugoplanowy aktor
- Omar Sharif - Lawrence z Arabii
- Ed Begley - Sweet Bird of Youth
- Victor Buono - Co się zdarzyło Baby Jane?
- Harry Guardino - The Pigeon That Took Rome
- Ross Martin - Experiment in Terror
- Paul Newman - Przygody młodego człowieka
- Cesar Romero - If a Man Answers
- Telly Savalas - Ptasznik z Alcatraz
- Peter Sellers - Lolita
- Harold J. Stone - Raport Chapmana

#### Najlepsza drugoplanowa aktorka
- Angela Lansbury - The Manchurian Candidate
- Patty Duke - Cudotwórczyni
- Hermione Gingold - Muzyk
- Shirley Knight - Sweet Bird of Youth
- Susan Kohner - Doktor Freud
- Gabriella Pallotta - The Pigeon That Took Rome
- Martha Raye - Billy Rose's Jumbo
- Kay Stevens - The Interns
- Jessica Tandy - Przygody młodego człowieka
- Tarita Teriipia - Bunt na Bounty

#### Najlepszy reżyser
- David Lean - Lawrence z Arabii
- George Cukor - Raport Chapmana
- Morton DaCosta - Muzyk
- Blake Edwards - Dni wina i róż
- John Frankenheimer - The Manchurian Candidate
- John Huston - Doktor Freud
- Stanley Kubrick - Lolita
- Mervyn LeRoy - Cyganka
- Robert Mulligan - Zabić drozda
- Martin Ritt - Przygody młodego człowieka
- Ismael Rodríguez - My Son, the Hero (Los hermanos del hierro)

#### Najlepsza muzyka
- Zabić drozda - Elmer Bernstein
- Lawrence z Arabii - Maurice Jarre
- Bunt na Bounty - Bronislau Kaper
- Taras Bulba - Franz Waxman
- Muzyk - Meredith Willson